# Gasteracantha rubrospinis
Gasteracantha rubrospinis är en spindelart som beskrevs av Félix Édouard Guérin-Méneville 1838. Gasteracantha rubrospinis ingår i släktet Gasteracantha och familjen hjulspindlar. Inga underarter finns listade i Catalogue of Life.